# RCS Sport
RCS Sport é uma companhia do sector desportivo e de meios de comunicação que opera principalmente em Itália como parte de RCS MediaGroup. Organiza alguns dos eventos de ciclismo de estrada maiores da Itália, incluindo o Giro d'Italia, Milão-Sanremo e Tirreno-Adriático, bem como eventos não ciclísticos como a Maratona de Milão. A RCS Sport começou em 1989 como uma companhia independente de La Gazzetta dello Sport mas continuou sendo seu “braço organizativo”. Também oferece assessoria e faz convênios com outros organizadores de desportos, ajudando com eventos como Lega Basket Série A e The Cor Run.

## Ciclismo
RCS Sport possui 4 eventos de ciclismo UCI WorldTour:
- Strade Bianche
- Giro d'Italia
- Milão-Sanremo
- Giro di Lombardia
- Tirreno-Adriático

3 eventos do UCI Europe Tour:
- Roma Maxima
- Milano-Torino
- Giro del Piemonte

E 2 eventos do UCI Asia Tour:
- Tour de Abu Dhabi
- Tour de Dubai

## Futebol
RCS Sport é assessor comercial da Federação Italiana de Futebol e une-a de futebol Série B.

## Eventos em massa
RCS Sport organiza a IAAF Maratona da Cidade de Milão, o Fisherman’s Friend Strongman Run em Itália, The Cor Run e o Grande Fundo Giro de Itália.

## Basquete
RCS Sport é assessor comercial da Federação de Basquete italiana (Seleção Italiana de Basquetebol) e organiza os principais eventos da Liga de Basquete Série A (Final8, All Star Game e Supercoppa Italiana).
Em 2012 RCS Sport associou-se com a NBA para organizar a etapa italiana da NBA Europe Live Tour.

## Formação
Desde 2010, RCS Sport em conjunto com SDA Bocconi School of Management têm desenvolvido a “Academia de Negócios Desportivos” (Sports Business Academy), um centro de administração de desportos e um lugar de reuniões e networking.